# 徐開騁
徐開騁（1990年8月8日—），中國大陸演員、模特。畢業於上海戲劇學院2007级芭蕾舞本科班。2012年簽約於明道工作室成為旗下藝人。2013年在電視劇《勝女的代價2》飾演段凱一角，正式出道成為新生代男演員。2014年，参加安徽卫视大型男性选拔真人秀大赛《超级先生》入围“谢娜”队学员，最後獲得季軍。2018年-2019年初，因陸續出演网络剧《结爱·千岁大人的初恋》、主演《我在大理寺当宠物》、《奈何BOSS要娶我》等作品，逐漸打開知名度。

## 主要经历
1990年，出生於上海市。
2007年，考入上海戲劇學院2007级芭蕾舞本科班（2011年毕业）。
2010年，参加东方卫视《家有好男儿》入围全国决赛。
2012年，簽約於明道工作室成為旗下藝人。
2013年，担任電視劇《勝女的代價2》段凱一角被大家熟知
2014年参加安徽卫视大型男性选拔真人秀大赛《超级先生》入围成为“谢娜”队学员，最後獲得季軍，超像霍建华的外形备受关注
2015年2月，參演由於正監制，米熱、迪麗熱巴主演的校園魔幻劇網絡劇《逆光之戀》，飾演男女主角的同學鄭陽。
4月，與周韻茹、宋海頡、楊凱琳主演校園偶像周播劇《校花攻略》，飾演擁有「男神」外形和氣質的趙墨，但同時也是校花雪莉的備胎。
8月，參演愛奇藝出品的網絡偶像劇《校花的貼身高手》，飾演酷炫霸氣的帥哥司徒煚。
9月，與曾沛慈﹑林子閎合作，主演根據明曉溪同名小說改編的青春偶像劇《明若曉溪》，飾演商界財團的長孫，性情火爆，但長相酷美的東浩男一角 。
2016年2月24日，參演年度親情大劇《愛人的謊言》在浙江衛視熱播，飾演醫生童小秋；8月3日，主演的科幻懸疑電影《暗影特工局》上映，在劇中飾演生物學博士董安平；9月23日，參演網絡劇《偶像獵手》獨播上線，在劇中一人分飾兩角，飾演一對孿生兄弟安峰、安霖。 
2017年6月11日，參演電視劇《一粒紅塵》播出，飾演身兼汽修工與拳擊手兩職的痴情「窮小子」汪舸；6月12日，參演電視劇《深夜食堂》播出，在劇中飾演勤工儉學大學生蔡智勇；11月20日，參演改編自漫畫《觸不可及》的奇幻愛情劇《無法擁抱的你》播出，在劇中飾演神秘霸氣的吸血鬼主編崔俊赫。 
2018年5月9日，參演愛情奇幻劇《結愛·千歲大人的初戀》在騰訊視頻熱播，在劇中飾演關皮皮的初戀男友陶家麟；5月14日，與唐嫣、羅晉聯袂主演都市情感勵志劇《歸去來》開播，客串飾演威廉；9月25日，第一次挑戰古裝玄幻愛情劇《我在大理寺當寵物》在搜狐視頻播出，在劇中飾演大理寺最帥鏟屎官青墨顏。10月22日，參演青春玄幻網絡劇《我的美女老師第二季》播出，飾演秦朝。
2019年1月，主演网络甜宠剧《奈何boss要娶我》在搜狐视频和芒果TV播出，饰演男主角凌异洲，成为2019年开年第一个爆红网络的小生，收获了众多观众。
8月30日，主演的击剑主题青春剧《拜托啦师兄》在优酷播出，在剧中饰演击剑天才欧阳。
2019年8月參與郭敬明導演執導的電影《晴雅集》，饰演狂画师一角，該電影於2020年4月21日殺青。
2020年2月13日，领衔主演的青春爱情甜宠剧《奈何boss要娶我2》播出，在剧中饰演凌氏集团总裁凌异洲；
2020年5月3日，首次與楊冪合作古裝愛情劇《斛珠夫人》，於橫店影視城開機，在劇中飾演第二男主角大徵王朝皇帝褚仲旭（帝旭），首次飾演皇帝，劇中同時也是楊冪的丈夫，該劇在2020年9月20日於橫店影視城殺青。
8月10日，与杨超越合作主演的仙侠玄幻甜宠剧《且听凤鸣》在腾讯视频播出，在剧中饰演君武一族圣子君临渊。
2020年9月15日首次與趙露思合作古裝劇《國子監來了個女弟子》，於橫店影視城開機，在劇中飾演第一男主角晏雲之，該劇在2020年12月14日於橫店影視城殺青。
2021年1月15日首次與邢菲合作古裝劇《月昭記》，于橫店影視城開機，在劇中飾演第一男主角少莊主安景昭，該劇在2021年4月15日於橫店影視城殺青。
2021年4月30日首次與張若昀合作警匪片《警察榮譽》，於青島開機，在劇中飾演警察楊樹。
2021年5月14日，徐开骋领衔主演的电视剧《我的漂亮朋友》播出，在剧中饰演高冷教授邢天铭；
7月22日，与宋茜、罗云熙合作主演的都市情感剧《心跳源计划》开播，在剧中饰演善良又搞怪的医生秦斌；
9月22日，主演的网剧《国子监来了个女弟子》在腾讯视频、优酷播出；
11月10日，與楊冪、陳偉霆主演的东方传奇言情古装剧《斛珠夫人》在腾讯视频與WeTV首播。
2023年，徐开骋 原本担任電視劇《照亮你》 角色"方淮"演出，原先拍好出場戲份被AI換臉成另一位演員王子睿在六月初該劇正式播出。

## 影视作品

### 电视剧
| 首播年份 | 剧名                     | 角色               | 备注   |
| 2013     | 《勝女的代價2》          | 段凱               |        |
| 2014     | 《如果我爱你》           | 劉開               |        |
| 2015     | 《逆光之戀》             | 鄭陽               |        |
| 2015     | 《校花攻略》             | 趙墨               | 網絡劇 |
| 2015     | 《校花的貼身高手第一季》 | 司徒煚             | 網絡劇 |
| 2015     | 《明若晓溪》             | 東浩男             |        |
| 2016     | 《爱人的谎言》           | 童小秋             |        |
| 2016     | 《偶像獵手》             | 安峰/安霖          | 網絡劇 |
| 2017     | 《一粒紅塵》             | 汪舸               |        |
| 2017     | 《深夜食堂》             | 蔡志勇             |        |
| 2017     | 《無法擁抱的你第一季》   | 崔俊赫             | 網絡劇 |
| 2018     | 《無法擁抱的你第二季》   | 崔俊赫             | 網絡劇 |
| 2018     | 《結愛·千歲大人的初戀》  | 陶家麟             | 網絡劇 |
| 2018     | 《歸去來》               | 威廉               |        |
| 2018     | 《我的美女老师第二季》   | 秦朝               | 網絡劇 |
| 2018     | 《我在大理寺當寵物》     | 青墨顏             | 網絡劇 |
| 2019     | 《奈何BOSS要娶我》       | 凌異洲             | 網絡劇 |
| 2019     | 《热搜女王》             | 百里嵐             | 網絡劇 |
| 2019     | 《拜託啦師兄》           | 歐陽               |        |
| 2020     | 《奈何BOSS要娶我2》      | 凌異洲             | 網絡劇 |
| 2020     | 《且听凤鸣》             | 君臨淵             | 網絡劇 |
| 2021     | 《我的漂亮朋友》         | 邢天銘             |        |
| 2021     | 《心跳源计划》           | 秦斌               |        |
| 2021     | 《国子监来了个女弟子》   | 晏雲之             | 網絡劇 |
| 2021     | 《斛珠夫人》             | 帝旭／褚仲旭(皇帝) |        |
| 2022     | 《警察荣誉》             | 楊樹               |        |
| 2023     | 《花溪记》               | 安景昭             | 網絡劇 |
| 2023     | 《恋恋红尘》             | 蘇清澈             | 網絡劇 |
| 2025     | 《潜渊》                 | 王牧天             |        |
| 待播     | 《春日之地》             | 何川               | 網絡劇 |

### 電影
| 首映年份 | 剧名           | 角色   | 备注     |
| 2016     | 《暗影特工局》 | 董安平 | 網絡電影 |
| 2019     | 《程序恋人》   |        | 網絡電影 |
| 2020     | 《晴雅集》     | 狂畫師 | 電影     |

### 舞台剧
| 年份   | 剧名   | 角色 | 备注 |
| 2024年 | 向延安 | 浩南 |      |